# Борислав Боянов
Вижте пояснителната страница за други личности с името Борислав Боянов.
Борислав Дечев Боянов е български математик, работил главно в областите теория на апроксимациите, числени методи, реален и комплексен анализ. Професор в Софийския университет „Климент Охридски“, академик на БАН.

## Биография
Роден е в с. Шемшево на 18 ноември 1944 година. Започва да учи математика в Софийския университет, а се дипломира през 1968 година във Вроцлавския университет. Специализира в Московския държавен университет (1971 – 1972) и в Колумбийския университет, САЩ (1986).
Постъпва на работа във Факултета по математика на Софийския университет. Чете лекции по „Числени методи“, „Сплайн-функции“, „Теория на апроксимациите“, „Квадратурни формули“ и др. Професор от 1985 г. Ръководител на катедра „Числени методи и алгоритми“, а в периода от 2003 г. до 2007 г. – и декан на факултета. От 1991 година е член-кореспондент, а от 1997 година е действителен член на Българската академия на науките.
Научното наследство на акад. Борислав Боянов се състои от над 130 статии, публикувани в реномирани международни списания, множество книги, монографии и доклади на престижни научни конференции. Под негово ръководство са написани и защитени над 10 дисертации. Показател за неговия огромен международен авторитет е членството на проф. Боянов в редакционните колегии на Journal of Approximation Theory и на редица други математически списания. Той е основател и пръв главен редактор на списание East Journal on Approximations, под негова редакция излизат от печат и няколко книги.
Умира в София на 8 април 2009 година.